# Harmony, Maine
Harmony är en kommun (town)  i Somerset County i den amerikanska delstaten Maine med en yta av 104,9 km² och en folkmängd, som uppgår till 954 invånare (2000). Filmen Nattarbete spelades in i Harmony.